# 토론토 토로스
| 토론토 토로스      |                                                                                           |
| 디비전             | 이스트 디비전 (1973년~1974년) 캐나디안 디비전 (1974년~1976년)                             |
| 설립연도           | 1973년                                                                                    |
| 해체연도           | 1976년                                                                                    |
| 역사               | 오타와 내셔널스 (1975년~1976년) 토론토 토로스 (1973년~1976년) 버밍햄 불스 (1976년~1979년) |
| 경기장             | 메이플 리프 가든 바시티 아레나                                                            |
| 연고지             | 온타리오주 토론토                                                                         |
| 상징색             | 하양, 빨강, 파랑                                                                          |
| 구단주             | -                                                                                         |
| 단장               | -                                                                                         |
| 감독               | -                                                                                         |
| 애브코 월드 트로피 | -                                                                                         |
| 시즌 우승          | -                                                                                         |
| 디비전 우승        | -                                                                                         |
| 영구 결번          | -                                                                                         |

토론토 토로스(Toronto Toros)는 1973년부터 1976년까지 온타리오주 토론토를 연고지로 하는 WHA 소속 아이스 하키팀이다.
1976년 연고지를 앨라배마주 버밍햄 (버밍햄 불스)로 이전했다.

## 역대 홈경기장
| 경기장           | 사용기간      | 수용인원 | 장소              | 비고 |
| ---------------- | ------------- | -------- | ----------------- | ---- |
| 토론토 토로스    |               |          |                   |      |
| 바시티 아레나    | 1973년~1974년 | 4,116명  | 온타리오주 토론토 | 빈칸 |
| 메이플 리프 가든 | 1974년~1976년 | 16,316명 | 온타리오주 토론토 | 빈칸 |